# Босилеград (община)
Община Босилеград (на сръбски: Општина Босилеград) се намира в Пчински окръг, Източна Сърбия. Заема площ от 571 km², в рамките ѝ влизат 36 населени места с общо население 8129 души. Административен център е град Босилеград, чието население е 2530 души (2011 г.). Общината е част от землището на Западните покрайнини, населено предимно с българско население.

## География
Босилеградският край обхваща една част от планинската област Краище, която се простира от двете страни на сръбско-българската граница. В сръбската част Краището захваща планините Варденик, Доганица, Дукат, Тлъмино, Гложка планина и Босилеградска котловина. Областта представлява сложна мозайка от планински ридове и долини, твърде характерно за Босилеградския край.
Той се отличава още и със сурова природа и изключително планински релеф. От останалата част на Сърбия Босилеградският край е откъснат с планинските масиви Бесна кобила, Власина и Страшер.
Най-високият връх в този планински район е планината Бесна кобила с 1936 m надморска височина. Затова в зимния период Босилеград и по 6 месеца е откъснат от Сърбия, поради завеяни и непроходими пътища през този планински масив.
Босилеградската котловина е с дължина 5,5 km, средна широчина 1,5 km и 730 m надморска височина.

### Населени места
Община Босилеград е съставена от 36 населени места – 1 град и 35 села. Населените места в общината са: Барие, Белут, Бистър, Босилеград, Бранковци, Брестница, Буцелево, Гложие, Голеш, Горна Лисина, Горна Любата, Горна Ръжана, Горно Тлъмино, Груинци, Долна Лисина, Долна Любата, Долна Ръжана, Долно Тлъмино, Доганица, Дукат, Жеравино, Зли дол, Извор, Караманица, Милевци, Млекоминци, Мусул, Назърица, Паралово, Плоча, Радичевци, Райчиловци, Ресен, Рибарци, Църнощица и Ярешник.

## Население
Според преброяването от 2011 година община Босилеград има 3042 домакинства, с общ брой на населението 8129 жители, от които 368 души пребивават в чужбина. Общото число на жилищата е 5278.
Населението на общината през 2002 година е 9931 души. Тогава общината има 3899 домакинства, от които повечето – 2771, се занимават със селско стопанство. Пенсионерите в общината са около 1400 души, в обществения и частния сектор работят 2300 души, а към 1000 души са безработни. 60 % от незаетите са под 30-годишна възраст.

### Етнически състав
Според преброяването през 2002 година, записаните като българи са 7037 души (70,86%), като сърби 1308 души (13,17%), югославяни – 287 души (2,9%), македонци – 42 души (0,5%), а неопределени са 1122 души (11,3%).
| Етнически състав на Община Босилеград според преброяването на населението в Сърбия от 2011 г. | Етнически състав на Община Босилеград според преброяването на населението в Сърбия от 2011 г. | Етнически състав на Община Босилеград според преброяването на населението в Сърбия от 2011 г. | Етнически състав на Община Босилеград според преброяването на населението в Сърбия от 2011 г. | Етнически състав на Община Босилеград според преброяването на населението в Сърбия от 2011 г. |
| --------------------------------------------------------------------------------------------- | --------------------------------------------------------------------------------------------- | --------------------------------------------------------------------------------------------- | --------------------------------------------------------------------------------------------- | --------------------------------------------------------------------------------------------- |
| Общо                                                                                          | Общо                                                                                          |                                                                                               | 8129                                                                                          | 100%                                                                                          |
| Българи                                                                                       | Българи                                                                                       |                                                                                               | 5839                                                                                          | 71,83%                                                                                        |
| Сърби                                                                                         | Сърби                                                                                         |                                                                                               | 895                                                                                           | 11,01%                                                                                        |
| Роми                                                                                          | Роми                                                                                          |                                                                                               | 162                                                                                           | 1,99%                                                                                         |
| Македонци                                                                                     | Македонци                                                                                     |                                                                                               | 38                                                                                            | 0,47%                                                                                         |
| Югославяни                                                                                    | Югославяни                                                                                    |                                                                                               | 20                                                                                            | 0,25%                                                                                         |
| Русини                                                                                        | Русини                                                                                        |                                                                                               | 2                                                                                             | 0,02%                                                                                         |
| Черногорци                                                                                    | Черногорци                                                                                    |                                                                                               | 2                                                                                             | 0,02%                                                                                         |
| Хървати                                                                                       | Хървати                                                                                       |                                                                                               | 1                                                                                             | 0,01%                                                                                         |
| Словаци                                                                                       | Словаци                                                                                       |                                                                                               | 1                                                                                             | 0,01%                                                                                         |
| Украинци                                                                                      | Украинци                                                                                      |                                                                                               | 1                                                                                             | 0,01%                                                                                         |
| Албанци                                                                                       | Албанци                                                                                       |                                                                                               | 1                                                                                             | 0,01%                                                                                         |
| други                                                                                         | други                                                                                         |                                                                                               | 12                                                                                            | 0,15%                                                                                         |
| неопределили се                                                                               | неопределили се                                                                               |                                                                                               | 1110                                                                                          | 13,65%                                                                                        |
| регионално                                                                                    | регионално                                                                                    |                                                                                               | 2                                                                                             | 0,02%                                                                                         |
| неизвестни                                                                                    | неизвестни                                                                                    |                                                                                               | 2                                                                                             | 0,02%                                                                                         |

| №  | Населено място | Брой на населението | Площ (в хектари) | Гъстота на населението (в души/km²) |
| -- | -------------- | ------------------- | ---------------- | ----------------------------------- |
| 1  | Барие          | 8                   | 557,60           | 1                                   |
| 2  | Белут          | 55                  | 603,69           | 9                                   |
| 3  | Бистър         | 107                 | 1522,47          | 7                                   |
| 4  | Босилеград     | 2530                | 1832,8           | 138                                 |
| 5  | Бранковци      | 76                  | 1434,97          | 5                                   |
| 6  | Брестница      | 47                  | 1742,46          | 3                                   |
| 7  | Буцелево       | 14                  | 800,94           | 2                                   |
| 8  | Гложие         | 281                 | 2004,99          | 14                                  |
| 9  | Голеш          | 29                  | 507,71           | 6                                   |
| 10 | Горна Лисина   | 332                 | 3658,13          | 9                                   |
| 11 | Горна Любата   | 297                 | 3985,33          | 7                                   |
| 12 | Горна Ръжана   | 55                  | 1330,12          | 4                                   |
| 13 | Горно Тлъмино  | 129                 | 2861,08          | 4                                   |
| 14 | Груинци        | 63                  | 899,27           | 7                                   |
| 15 | Доганица       | 30                  | 1144,91          | 3                                   |
| 16 | Долна Лисина   | 180                 | 1498,50          | 12                                  |
| 17 | Долна Любата   | 262                 | 3809,05          | 7                                   |
| 18 | Долна Ръжана   | 51                  | 1185,98          | 4                                   |
| 19 | Долно Тлъмино  | 163                 | 1840,50          | 9                                   |
| 20 | Дукат          | 253                 | 2857,75          | 9                                   |
| 21 | Жеравино       | 16                  | 620,98           | 3                                   |
| 22 | Зли дол        | 136                 | 1504,05          | 9                                   |
| 23 | Извор          | 63                  | 1428,12          | 4                                   |
| 24 | Ярешник        | 51                  | 1211,02          | 4                                   |
| 25 | Караманица     | 47                  | 1329,83          | 4                                   |
| 26 | Милевци        | 74                  | 1442,30          | 5                                   |
| 27 | Млекоминци     | 89                  | 984,12           | 9                                   |
| 28 | Мусул          | 72                  | 2391,48          | 3                                   |
| 29 | Назърица       | 28                  | 1275,43          | 2                                   |
| 30 | Паралово       | 104                 | 1291,49          | 8                                   |
| 31 | Плоча          | 49                  | 971,79           | 5                                   |
| 32 | Радичевци      | 154                 | 340,71           | 45                                  |
| 33 | Райчиловци     | 1813                | 678,99           | 267                                 |
| 34 | Ресен          | 66                  | 1355,43          | 5                                   |
| 35 | Рибарци        | 23                  | 626,14           | 4                                   |
| 36 | Рикачево       | 90                  | 1019,04          | 9                                   |
| 37 | Църнощица      | 142                 | 2578,50          | 5                                   |

## Религия

### Църкви
На територията на община Босилеград съществуват множество православни храмове като част от културно-историческото наследство на този край. Те са част от Архиерейско наместничество Босилеградско на Вранска епархия, част от Сръбската православна църква, по тази причина датите на храмовите празници са по стар стил.
- Храм „Св. Троица“ в село Извор построена 1833 – 35 г. – „Вилаетската църква“ една от най-внушителните с размерите си и най-ранните български възрожденски църкви в цялата българска земя, строена от майстори от Дебър, украсена с изящни каменни резби по аркадата на нартекса, стенописи и икони от Самоковската иконописна школа, включително от майстор Димитър Зограф – син на Христо Димитров и по-голям брат, закрилник и учител на Захарий Зограф. Камбаната и е отлята във водещия български камбанолеярски център в село Горно Броди, Сярско. Подробно паметникът е описан на страницата на село Извор.
- Манастир палянски „Св. Богородица“ от ХІІІ век с храм „Въведение Богородично“ на който има надпис от 818 г., фрески и иконостас от 1893, до село Паля
- Храмове „Свети Никола“ IX – XIV век запазени стенописи от 1608 г. и църква „Св. апостоли Петър и Павел“ 1904 г., село Божица
- Храм „Св. Спас“ – Възнесение Господне, село Долна Лисина зографисана в 1610 г.
- Храм „Св. архангел Гавраил“, село Колуница, предвъзрожденска, възстановена
- Храм „Свети Харалампий“, село Бранковци, 1812 г.
- Храм „Св. Троица“, село Трънска Клисура, 1837 година върху основите на по-стара църква
- Манастир и храм „Св. пророк Илия“, край село Брестница, 1863 г.
- Храм „Св. пророк Илия“, село Горна Лисина, 1871 г.
- Храм „Св. апостол Филип“, село Бистър, 1872 г.
- Храм „Свети Никола“, село Църнощица 1874 г.
- Храм „Св. Спас“ – Възнесение Господне, село Долна Любата, 1875 г.
- Храм „Св. пророк Илия“, село Зли дол, възрожденска
- Храм „Св. архангел Михаил“, село Стрезимировци, ранновъзрожденски, полуразрушен
- Храм „Св. Илия“ възрожденски, Параклис „Пресвета Богородица“, село Ресен
- Храм „Свети Никола“, село Кострешевци, поствъзрожденска
- Храмове „Света Богородица“ втора половина на ХІХ век и „Свети Илия“, село Горно Тлъмино
- Храм „Света Богородица“ първа половина на ХХ век, село Груинци
- Храм „Св. великомъченик Георги“, село Топли дол, 1884 година на мястото на стар християнски храм
- Храм „Света Петка“, село Рибарци, 1886 г.
- Храм „Св. Илия“ – Възнесение Господне, село Горна Лисина 1889 г.
- Храм „Рождество на Пресвета Богородица“, град Босилеград, построен през 1895 г.
- Храм „Св. Спас“ – Възнесение Господне, село Райчиловци, 1897 г.
- Храм „Св. архангел Михаил“, село Горна Любата, 1920 г.
- Храм „Св. Марко“, 1934 г. иконостас 1936 г., село Доганица
- Храм „Св. Иван Рилски“, село Паралово, 2009 г.